# Sveta Alfonsa
Sveta Alfonsa, rođena kao Anna Muttathupadathu, indijska klarisa, prosvjetiteljica i prva svetica Katoličke Crkve rodom iz Indije te prva kanonizirana svetica Siro-malabarske Crkve. Zaštitnica je bolesnika i Indije. Spomendan joj je 28. lipnja. Posebno se časti u indijskim zajednicama Siro-malabarske Crkve.
Rođena je u odbrostojećoj obitelji siro-malabarskih katolika u selu Arpookara u saveznoj državi Kerali na jugozapadu Indije. Majka joj je umrla u ranom djetinjstvu te je tijekom odrastanja bila zapostavljana. Školovao ju je ujak, svećenik Joseph Muttathupadathu. Kao trogodišnjakinja preboljela je težak ekcem koji je ostavio traga po njezinom zdravlju. U rodnom mjestu primila je prvu pričest.
Pošto je potekla iz bogate obitelji, brojni su neuspješno prosili njezinu ruku. U tom razdoblju susrela je Malu Tereziju, koja joj je rekla kako u njoj vidi buduću sveticu. Zbog brojnih sličnosti koje je imala s Terezijom, Anna je razdijelila svoje materijalno bogatstvo kako bi "posvetila život Kristu". Ubrzo se pridružila klarisama, kod kojih se školovala za učiteljicu. Za redovničko ime uzela je Alfonsa od Bezgrješnog začeća, u čast Alfonsa Ligurskog, čija je svetkovina padala na dan njezina ređenja. Po ređenju je radila kao učiteljica u Vakakkadu i okolnim mjestima te je predavala i u novicijatu.
Pred kraj svoga života, u 1930.-ima, predavala je u klariškim školama, napose u srednjoj školi sv. Alfonza. Zbog čestih oboljavanja bila je primorana na izuzeće od predavanja. Naposljetku je oboljela od upale pluća, koja ju je oslabila i uzrokovala amnezije. Predstojećih mjeseci zdravlje joj se nastavilo pogoršavati pa je krajem rujna 1941. primila bolesničko pomazanje, po kojemu joj se vratilo pamćenje, a postupno i zdravlje. Oporavljala se i jačala do lipnja 1945. kada ju pogađa gastroenteritis. Godinu dana kasnije preminula je u 36. godini života. Pokopana je u hodočasničkom mjestašcu Bharananganamu, danas njezinu svetištu.

## Kanonizacija
Gotovo odmah po njezinoj smrti događala su se ozdravljenja po njezinom zagovoru, pa kardinal Eugène Tisserant početkom prosinca 1953. pokreće beatifikacijski postupak i proglašava ju službenicom Božjom. Papa Ivan Pavao II. beatificirao ju je za svoga apostolskog posjeta Indiji 1986. godine. Nakon dva slučaja ozdravljena koje je potvrdila Kongregacija za kauze svetaca, papa Benedikt XVI. kanonizirao ju je 2008. na Trgu svetog Petra u Vatikanu. Među okupljenim mnoštvom indijskih katolika tom prigodom našao se i desetogodiđšnjak Jinil Joseph koji je prema zagovoru sestre Alfonse izliječio manu na stopalu, defekt koji je zadobio porodom.

## Vanjske poveznice
- Pismohrana Vatkianskog radija Propovijed (homilija) pape Ivana Pavla II. na Nehruovu stadionu 8. veljače 1986. o svečanosti beatifikacije sestre Alfonse
- Citati i misli sestre Alfonse
- alphonsa.net  Arhivirana inačica izvorne stranice od 27. studenoga 2018. (Wayback Machine) Službene stranice svetišta sv. Alfonse